# Saint-Symphorien-le-Valois

Saint-Symphorien-le-Valois este o comună în departamentul Manche, Franța. În 1 ianuarie 2018 avea o populație de 816 de locuitori.